# Сельское поселение Югское (Кичменгско-Городецкий район)

В 2013 году Югское и 4 других сельских поселения были присоединены к Кичменгскому (отмечены красным цветом)

Сельское поселение Югское — сельское поселение, существовавшее в составе Кичменгско-Городецкого района Вологодской области до 1 апреля 2013 года.
Центр — посёлок Югский.
Население по данным переписи 2010 года — 1152 человека, оценка на 1 января 2012 года — 1110 человек.

## История
Образовано 1 января 2006 года в соответствии с Федеральным законом № 131 «Об общих принципах организации местного самоуправления в Российской Федерации».
В состав сельского поселения вошли Югский сельсовет и деревня Сергеево Плосковского сельсовета.
1 апреля 2013 года сельское поселение вошло в состав Кичменгского сельского поселения.

## География
Располагалось в центре района. Граничило:
- на северо-западе с Кичменгским сельским поселением,
- на юго-западе с Плосковским сельским поселением,
- на востоке с Погосским сельским поселением.

## Населённые пункты
В 1999 году был утверждён список населённых пунктов Вологодской области. С тех пор состав Югского сельсовета не изменялся.
В состав сельского поселения входят 3 населённых пункта, в том числе
2 деревни,
1 посёлок.
| Населённый пункт | ОКАТО          | Рег. номер | Расстояние до районного центра, км | Расстояние до центра поселения, км | Индекс | Координаты                      |
| ---------------- | -------------- | ---------- | ---------------------------------- | ---------------------------------- | ------ | ------------------------------- |
| деревня Плесо    | 19 230 858 002 | 4693       | 14                                 | 2                                  | 161404 | 59°58′50″ с. ш. 45°59′03″ в. д. |
| деревня Сергеево | 19 230 836 017 | 4550       | 6                                  |                                    | 161404 | 59°56′49″ с. ш. 45°57′02″ в. д. |
| посёлок Югский   | 19 230 858 001 | 4692       | 12                                 | —                                  | 161404 | 59°57′45″ с. ш. 45°57′02″ в. д. |